# Hiszpańska Legia Cudzoziemska

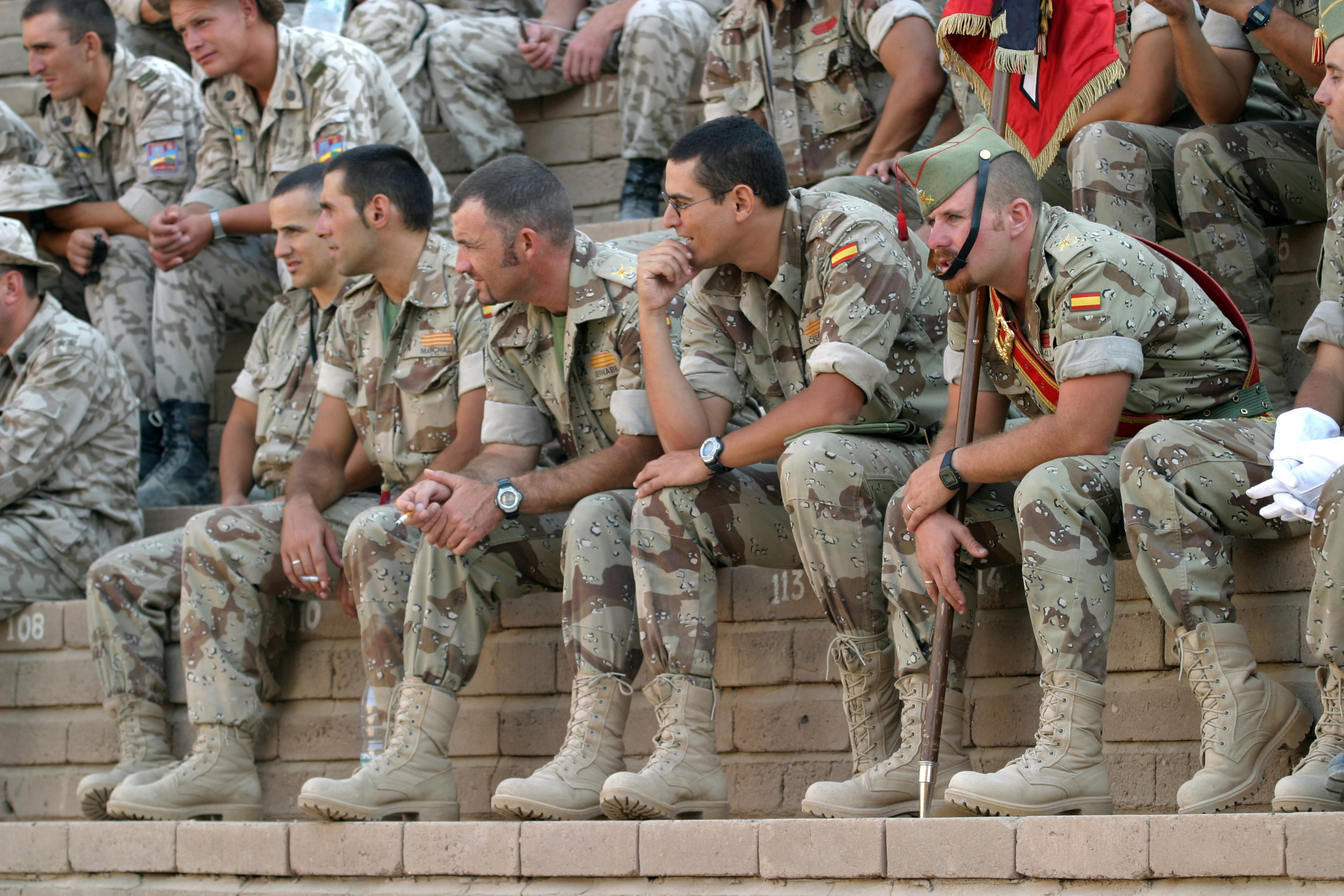
Żołnierze hiszpańskiej Legii Cudzoziemskiej w Iraku

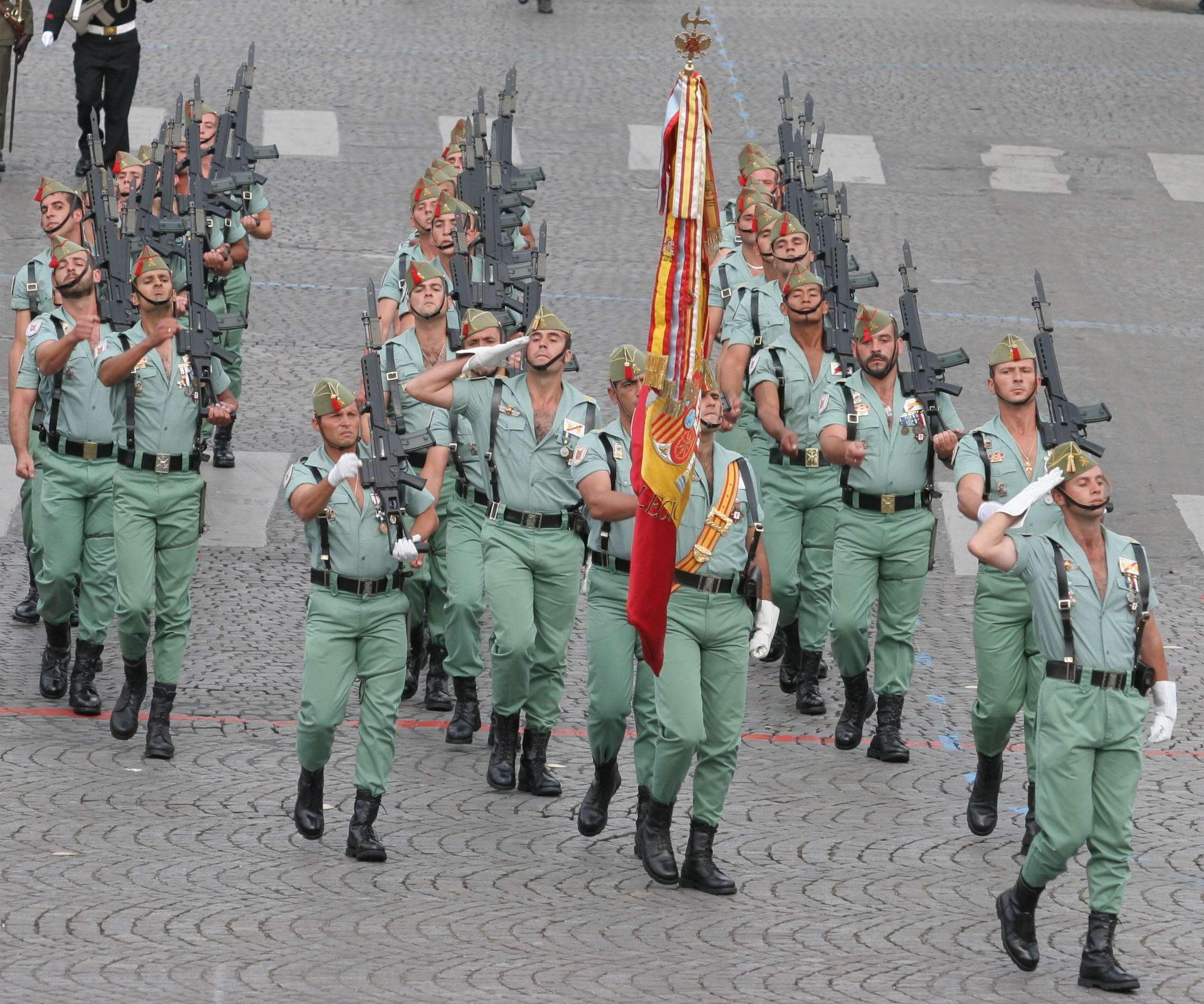
Żołnierze 3 Tercio „Don Juan de Austria” podczas defilady 14 lipca 2007 w Paryżu

Hiszpańska Legia Cudzoziemska (hiszp. Legión Extranjera Española lub La Legión Española) – formacja armii hiszpańskiej utworzona na podstawie doświadczeń francuskiej Legii Cudzoziemskiej
Dewiza formacji brzmi „Viva la muerte” (pol. „Niech żyje śmierć"), a jej autorem jest gen. José Millán Astray.

## Dzieje
Hiszpańska Legia Cudzoziemska została utworzona na podstawie dekretu króla Hiszpanii Alfonsa XIII z 28 stycznia 1920. Jej pomysłodawcą i pierwszym dowódcą w latach 1920–1923 był gen. José Millán Astray.
Podstawową jednostką organizacyjną Legii stał się pułk, noszący tradycyjną nazwę „tercio”, wywodzącą się z tradycji renesansowej armii hiszpańskiej. Pułk podzielony był na bataliony (banderas = dosł. chorągwie) po 600 żołnierzy każdy.
Pod dowództwem gen. Astraya, a potem gen. Francisco Franco (1923–1927) Legia Cudzoziemska walczyła w Maroku przeciwko powstańcom rifeńskim. Legioniści wzięli udział w decydującej bitwie pod Alhucemas w 1925. W 1926, w chwili zakończenia wojny Legia liczyła osiem banderas. Wszystkie jednostki stacjonowały w Afryce Północnej do 1934, kiedy to III, V i VI batalion wysłano do Hiszpanii. Oddziały te wzięły udział w stłumieniu strajku górników w Asturii.
W 1936 istniało już sześć batalionów Legii Cudzoziemskiej. W czasie wojny domowej w Hiszpanii w latach 1936–1939 Legia opowiedziała się po stronie gen. Franco i rozrosła się do osiemnastu batalionów. Pułki Legii brały udział we wszystkich większych bitwach tej wojny, m.in. podczas zdobywania Badajoz (sierpień 1936) czy w bitwie o Madryt, gdzie walczyły przeciwko oddziałom Brygad Międzynarodowych.
Po zakończeniu wojny domowej oddziały Legii zostały zredukowane i wróciły do hiszpańskich kolonii w Afryce. W końcu lat 50. legioniści walczyli z partyzantką marokańską w Saharze Hiszpańskiej.
W 1961 sformowano batalion spadochronowy (hiszp. Caballeros Legionaries Paracaidistas). Do 1976 Legia działała na terenie Sahary Hiszpańskiej. Po przekazaniu tej kolonii Mauretanii i Maroku, wycofany z Sahary 3. pułk przeniesiono na Wyspy Kanaryjskie, a 4. pułk rozwiązano. Ostatecznie w 1979 pozostało 10 tysięcy legionistów.
Na początku lat 80. Hiszpańska Legia Cudzoziemska składała się z:
- 1. Tercio „Gran Capitan” i 2. Tercio „Duque de Alba”, które stacjonowały w Melilli i Ceucie. Składały się one z kompanii dowodzenia i trzech batalionów piechoty
- 3. Tercio „Juan de Austria”, stacjonujące od 1976 w Fuerteventurze na Wyspach Kanaryjskich. Składało się z kompanii dowodzenia, dwóch batalionów piechoty i Grupy Lekkiej Kawalerii (GLC), która powstała z Grupos Ligeros Saharios (jednostka rozpoznawcza)
- 4. Tercio „Alejandro Farnesio” (reaktywowane w 1981) stacjonowało w Rondzie. Była to jednostka pomocnicza i składała się z batalionu szkolnego, zapasowego, Szkoły Dowódców (AFML) i Oddziału do Zadań Specjalnych (kompania).

Dalsze zmiany organizacyjne Hiszpańskiej Legii Cudzoziemskiej przeprowadzono w 1987. Wtedy to Kwaterę Główną Legii (SLEG) i Szkołę Dowódców przeniesiono do Malagi. Stacjonujące w afrykańskich bazach pułki zmniejszono, likwidując po jednym batalionie. Natomiast w każdym pułku jeden z batalionów został zmechanizowany. Rozwiązano także batalion zapasowy 4. pułku. Oddział do Zadań Specjalnych rozbudowano do batalionu (BOEL) w sile trzech kompanii. W 1989 rozwiązano Grupę Lekkiej Kawalerii i Szkołę Dowódców. Po tych zmianach Legia liczyła około 6500 żołnierzy.
Na początku lat 90. planowano likwidację tej formacji, lecz ostatecznie przekształcono ją w jednostkę sił szybkiego reagowania, która bierze udział w operacjach pokojowych w ramach wojsk NATO m.in. w Bośni. Podlega ona bezpośrednio Sztabowi Generalnemu armii hiszpańskiej.
Jednostki Hiszpańskiej Legii Cudzoziemskiej wzięły udział w operacji w Iraku w składzie sił stabilizacyjnych. Stacjonowały w Ad-Diwanijja wraz z oddziałami salwadorskimi. Zostały wycofane z Iraku po wygraniu wyborów w Hiszpanii przez PSOE i wybraniu na premiera José Luisa Rodrígueza Zapatero w 2004.
W 2005 jednostki Hiszpańskiej Legii Cudzoziemskiej zostały rozmieszczone w Afganistanie jako część sił NATO w ramach ISAF.
Do tej formacji, zgodnie z przepisami z 1999, mogą wstępować cudzoziemcy legalnie przebywający na terytorium Hiszpanii w wieku od 18 do 28 lat.
Obecnie Hiszpańska Legia Cudzoziemska liczy około 8000 żołnierzy i składa się z:
- Brygady Legii „Rey Alfonso XIII” (powstała w 1995)
  - 3. Tercio „Don Juan de Austria”, Grupy Logistycznej, Grupy Artylerii, oddziału saperów – stacjonujących w Viator
  - 4. Tercio „Alejandro Farnesio” – stacjonująca w Ronda
- XIX Bandera de Operaciones Especiales „Caballero Legionario Maderal Oleaga” - stacjonująca w Ronda
- 1. Tercio „Gran Capitán” – stacjonująca w Melilli
- 2. Tercio „Duque de Alba” – stacjonująca w Ceucie.

Honorowym członkiem Hiszpańskiej Legii Cudzoziemskiej jest Antonio Banderas, który od kilku lat w każdy Wielki Czwartek, wraz z żoną bierze udział w ceremonii „Traslado del Cristo de la Buena Muerte", podczas której legioniści wynoszą ze swojego kościoła garnizonowego w Maladze na wyprostowanych dłoniach potężny krucyfiks, śpiewając hymn Legii „El Novio de la Muerte" (Oblubieniec śmierci).